# Gonodactylus platysoma
Gonodactylus platysoma is een bidsprinkhaankreeftensoort uit de familie van de Gonodactylidae. De wetenschappelijke naam van de soort is voor het eerst geldig gepubliceerd in 1895 door Wood-Mason.